# Gea zaragosa
Gea zaragosa är en spindelart som beskrevs av Alberto Barrion och James A. Litsinger 1995. Gea zaragosa ingår i släktet Gea och familjen hjulspindlar.
Artens utbredningsområde är Filippinerna. Inga underarter finns listade i Catalogue of Life.